# Данчовский, Дезидериуш
Дезидериуш Данчовский (пол. Dezyderiusz Danczowski; 16 марта 1891, Баттонья, Австро-Венгрия — 25 августа 1950, Тшциньско-Здруй) — польский виолончелист.
Учился во Львовской, затем в Лейпцигской консерваториях. В 1914 г. занял место первой виолончели в оркестре Лейпцигской филармонии, но с началом Первой мировой войны уехал в Россию, где выступал в Киеве, Одессе, Таганроге. В 1918 г. приехал в Познань и в 1920 г. стоял у истоков Познанской консерватории. В том же году вошёл в состав созданного Здзиславом Янке Польского квартета. В 1923—1933 гг. работал, главным образом, в США, ведя классы виолончели и камерного ансамбля в консерватории Цинциннати и руководя группой виолончелей в местном симфоническом оркестре. С 1933 г. профессор Львовской консерватории и первая виолончель в оркестре Львовской оперы, выступал также как ансамблист (в частности, с пианистом Тадеушем Маерским). С 1935 г. вновь в Познани — также профессор консерватории и первая виолончель в оркестре оперного театра.